# Карри, Фрэнсис
Фрэнсис Шерман Карри (англ. Francis Sherman Currey; 29 июня 1925 года, Лох-Шелдрейк, Нью-Йорк, США — 8 октября 2019 года, Селкирк, Нью-Йорк, США) — техник-сержант армии США, участник Второй мировой войны, кавалер Медали Почёта (1945 год).

## Биография
Карри родился 29 июня 1925 года в Лох-Шелдрейк, штат Нью-Йорк. В 12 лет остался сиротой и воспитывался на ферме в соседнем Харливилле. В 17 лет, после окончания средней школы в Харливилле, он поступил в школу кандидатов в офицеры армии. В 18 лет он окончил школу кандидатов в офицеры, но в дальнейшем прохождении службы ему было отказано.
В июле 1944 года Фрэнсис высадился на Омаха-Бич, через несколько недель после Высадка в Нормандии. В сентябре он был назначен в третий взвод роты 120-го пехотного полка 30-й пехотной дивизии в Нидерландах. В этом же месяце он участвовал в своём первом сражении. Через шесть недель он был назначен на должность сержанта третьего взвода этой роты. 21 декабря 1944 года рядовой первого класса Карри был в составе отряда, который охранял переправу в Мальмеди (Бельгия). Ранним утром немецкие танки начали наступление, Фрэнсис уничтожил несколько пехотинцев. Затем во время атаки он уничтожил четыре танка, а также помог товарищам, которые были прижаты вражеским огнём в здании. После Арденнской операции он был назначен командиром отделения и был награждён Серебряной звездой за доблесть в бою.
В марте 1945 года командир роты рекомендовал наградить Фрэнсиса медалью Почёта за действия 21 декабря 1944 года. Медаль Почёта была вручена Карри 27 июля 1945 года командиром 30-й пехотной дивизии генерал-майором Леландом Хоббсом близ Реймса (Франция). После окончания войны в Европе он получил 3-е Пурпурное сердце за то, что принимал участие в разоружении немецких солдат в Баварии. В августе он вернулся в США в звании первого сержанта и ушёл в отставку.
С 1950 года Карри работал консультантом в медицинском центре Министерства по делам ветеранов США в Олбани (штат Нью-Йорк). В 1980 году он вышел на пенсию. Затем он занимался ландшафтным бизнесом и бронированием отелей на Мертл-Бич, Южная Каролина.
Он умер 8 октября 2019 года в Селкирке (штат Нью-Йорк) и был похоронен в Южном Вифлееме (штат Нью-Йорк).

## Награды
- Значок боевого пехотинца
- Медаль Почёта
- Серебряная звезда
- Бронзовая звезда
- Пурпурное сердце
- Медаль «За безупречную службу»
- Медаль «За Американскую кампанию»
- Медаль «За Европейско-африканско-ближневосточную кампанию»
- Медаль Победы во Второй мировой войне
- Медаль «За службу в оккупационной армии»
- Орден Леопольда I
- Похвальная благодарность армейской воинской части

## Примечание
1. 1 2 3  Goldstein R. Francis Currey, Who at 19 Was a Hero in Battle, Dies at 94 (англ.) // The New York Times / J. Kahn — Manhattan: New York Times Company, A. G. Sulzberger, 2019. — ed. size: 443000 — ISSN 0362-4331; 1553-8095; 1542-667X
2. ↑  Francis Sherman Currey (29 Jun 1925 - 8 Oct 2019) // WikiTree (англ.) — 2005.
3. 1 2 3  Sullivan County Democrat: Get to know Francis Currey. www.scdemocratonline.com. Дата обращения: 30 января 2020. Архивировано 18 апреля 2018 года.
4. ↑  Event a tribute to Medal of Honor recipient (англ.). recordonline.com. Дата обращения: 30 января 2020. Архивировано 30 января 2020 года.
5. 1 2  Peter G. Collier. Medal of Honor. — Artisan, 2006. — 330 с.
6. ↑  The Digital Collections of the National WWII Museum : Oral Histories | Oral History. www.ww2online.org. Дата обращения: 30 января 2020. Архивировано 22 мая 2019 года.
7. ↑  Goldstein, Richard (9 октября 2019). Francis Currey, a Hero in Battle at 19, Dies at 94. The New York Times. Архивировано 19 декабря 2019. Дата обращения: 30 января 2020.
8. ↑  Home. www.oldhickory30th.com. Дата обращения: 30 января 2020. Архивировано 1 сентября 2011 года.
9. ↑  Local WWII hero, Medal of Honor recipient passes away (англ.). NEWS10 ABC (9 октября 2019). Дата обращения: 30 января 2020. Архивировано 10 октября 2019 года.
10. ↑  Diego Cagara. Local WWII veteran, Medal of Honor recipient dies at 94 (англ.). Spotlight News (9 октября 2019). Дата обращения: 30 января 2020. Архивировано 21 ноября 2019 года.